# 天水町

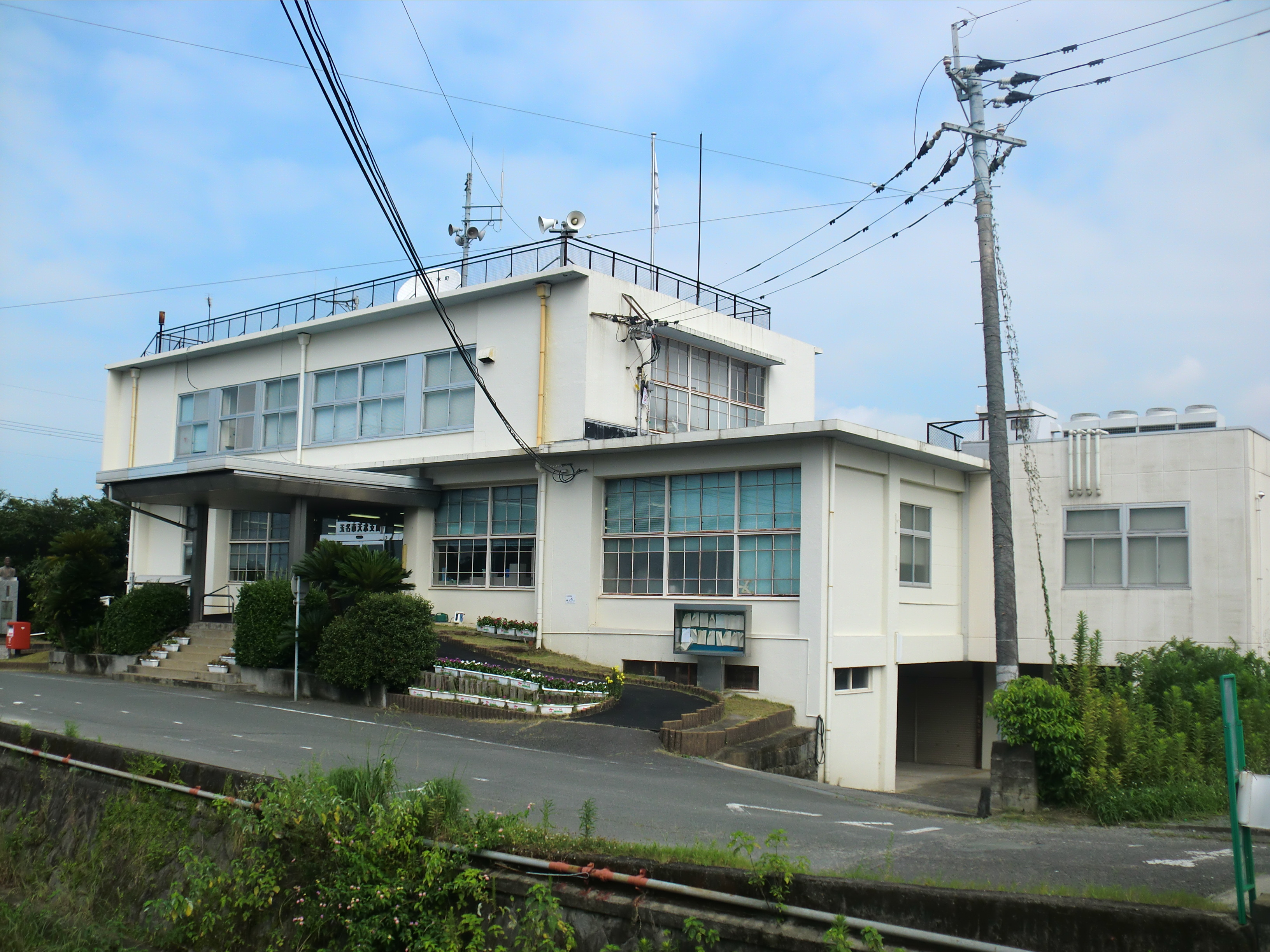
天水町役場（旧：玉名市役所天水支所　現：玉名市天水市民センター駐車場）

天水町（てんすいまち）は、熊本県にあった町で、玉名郡に属していた。
2005年10月3日、玉名市・岱明町・横島町と新設合併して新市制による玉名市となり、消滅した。地域自治区が設置され町名は残る。

## 地理
熊本市の北隣に隣接する。
- 山：熊ノ岳（二ノ岳、685.4m、新版九州百名山）、三ノ岳 (681.3m)。熊本市の金峰山（一ノ岳、665.1m）の外輪山。
- 川：唐人川（とうじんがわ）。合併前の横島町との境。

## 歴史
- 1954年10月1日 - 小天村と玉水村が対等合併し、天水村が発足。
- 1957年7月25日、26日 - 集中豪雨が原因で大規模な山津波が発生して甚大な被害が出た。（死者53名）
- 1960年10月1日 - 天水村が町制施行。天水町となる。
- 2005年（平成17年）10月3日 - 玉名市・岱明町・横島町と新設（対等）合併し、新市制による玉名市となり消滅。地域自治区が設置され町名は残る。

## 産業
- 特産品：天水みかん、ハウストマト、ハウスイチゴ

## 地域

### 教育

#### 中学校
- 天水町立天水中学校

#### 小学校
- 天水町立玉水小学校
- 天水町立小天小学校
- 天水町立小天東小学校

## 交通
空港・鉄道路線なし。
- 最寄り空港は熊本空港。
- 最寄り駅はバス利用の場合は、玉名駅または熊本駅。自動車利用の場合は、肥後伊倉駅。

### バス路線

#### 一般路線バス
- 九州産交バス
  - 熊本市 - 天水町 - 玉名市

### 道路
- 高速道路の最寄りインターチェンジは九州自動車道菊水インターチェンジまたは熊本インターチェンジ。

#### 一般国道
- 国道501号

#### 主要県道
- 熊本県道1号熊本玉名線

## 名所・旧跡・観光スポット・祭事・催事
- 小天温泉
- 草枕温泉てんすい
- 笠智衆生家・記念碑
- 前田案山子別邸（小説「草枕」の舞台とされる）
- 経塚・大塚古墳群（県指定史跡）
- 尾田の丸池（熊本名水百選）
- 小天神社「火の神祭り」
- 草枕交流館

## 天水町出身の有名人
- 前田案山子（政治家）※旧小天村出身
- 前田卓（政治運動家。前田案山子の次女）※旧小天村出身
- 宮崎槌（宮崎滔天の妻。前田案山子の3女）※旧小天村出身
- 田尻寅雄（医学者）
- 笠智衆（俳優）※旧玉水村出身
- 天水山正則（元大相撲力士）
- 普天王水（元大相撲力士、現年寄稲川）
- 天鎧鵬貴由輝（元大相撲力士、現年寄音羽山）